# Sur-tourisme

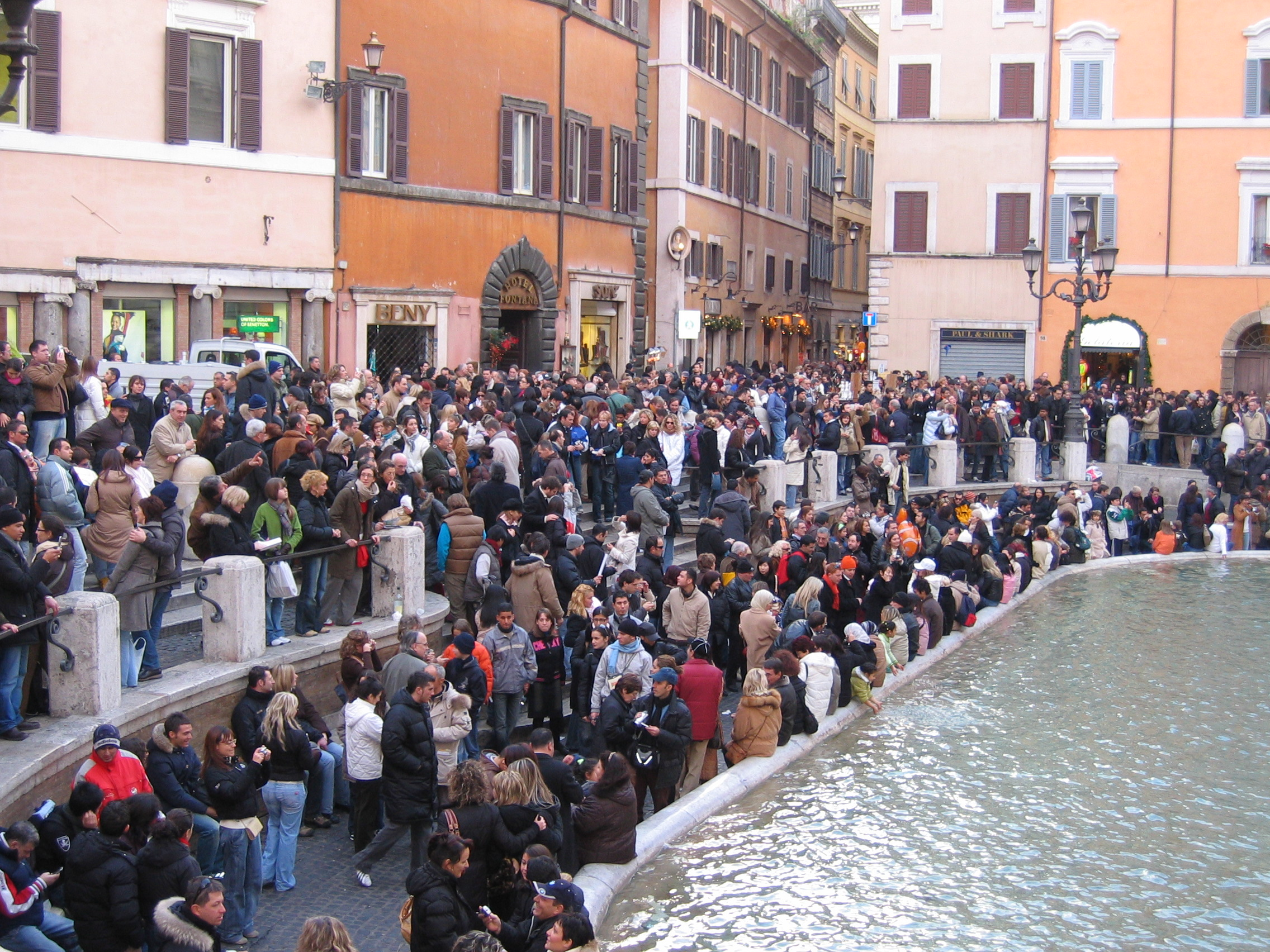
Foules à la fontaine de Trevi à Rome.

Le sur-tourisme, (aussi orthographié surtourisme,), également appelé hypertourisme, ou encore overtourisme est la saturation d'un site par un trop grand nombre de touristes menant à des changements majeurs du site touristique comprenant une détérioration des milieux, des bouleversements économiques et des perturbations de l'ordre social pouvant donner lieu à des conflits avec la population locale.
La « massification » de la fréquentation fait émerger le souhait d'une évolution vers le tourisme durable.
L'Organisation mondiale du tourisme (OMT) y voit « l'impact du tourisme sur une destination, ou sur des parties de celle-ci, qui a une influence excessive et négative la qualité de vie perçue par les citoyens et/ou la qualité des expériences des visiteurs ». Le sur-tourisme peut donc être observé aussi chez les visiteurs, qui peuvent le ressentir comme une nuisance.
Le surtourisme serait dû au tourisme de masse, à la démocratisation des transports mais aussi aux différentes promotions effectuées par les médias et guides de voyage ainsi qu'à l'essor des réseaux sociaux.

## La touristification
On appelle parfois « touristification  » l'adaptation au tourisme d'un lieu où cette activité économique était auparavant  inexistante, incluant ses effets socio-économiques et culturels sur la vie quotidienne et les mentalités des populations locales. Ce concept représente l’ensemble des transformations qui touchent le site, sa topographie, sa culture, et ses habitants, du fait d’une présence accrue de touristes’.

## Les causes du surtourisme
La beauté d'un lieu et sa renommée expliquent traditionnellement l'engouement qu'il suscite auprès des touristes.
La littérature et notamment la littérature spécialisée comme les guides touristiques ont permis dès le XIXe siècle de faire connaitre aux premiers touristes les endroits « à voir ».
La télévision a ensuite grandement participé à la diffusion de ces endroits déjà connus, et aussi présenté dans les reportages télévisés de nouvelles destinations touristiques en devenir, peu fréquentées, cachées, voire vierges et inconnues.
Le cinéma a quant à lui parfois directement créé du surtourisme. En France, la série Lupin a rendu les falaises d'Etretat encore plus connues qu'elles n'étaient, notamment auprès des touristes étrangers,. Le série Emily in Paris a eu un impact sur la fréquentation du quartier de Montmartre à Paris. La série Game of Thrones a largement contribué a saturer Dubrovnik, capitale de le Croatie.
La démocratisation du transport aérien, avec la création et le développement des compagnies low-cost a fait chuter le prix des billets et révolutionné la façon de voyager, permettant une mobilité plus importante pour un plus grand nombre de touristes dans le monde entier.
Avec le développement d'internet, et notamment l'apparition des réseaux sociaux, ce phénomène s'est exacerbé. La facilité de mise en ligne des photos d'un endroit apprécié par tout un chacun, en quelques clics, et à l'échelle mondiale, a mis en avant certains endroits encore préservés
. L'ampleur du phénomène est particulièrement le fait d'influenceurs suivis par des milliers, voire des centaines de milliers de followers. La plateforme Instagram est particulièrement utilisée de par son format axé principalement sur la mise en avant d'images flatteuses, souvent soignées et travaillées. Les endroits se prêtant le mieux à la mise en ligne sur ce réseau sont souvent qualifiés « d'instagrammables ».
La crise du COVID a fait chuter le tourisme au niveau mondial. Après cette crise, le désir de voyagerdue à cette période de restriction des déplacements a participé  au retour des niveaux du transport et de la mobilité pré-covid, et donc aussi au surtourisme.

## Les méfaits du surtourisme
L'impact de la surfréquentation se ressent généralement sur plusieurs plans : humain, économique et environnemental, entres autres.

### Aspect humain
Les touristes et les habitants sont affectés.
Les touristes constatent une dégradation de la qualité de leur visite, et sont parfois insatisfaits de ne pas pouvoir avoir accès facilement et calmement aux endroits qu'ils avaient prévus de voir ; trop de gens au même endroit au même moment, au point parfois de vouloir fuir la destination qu'ils avaient choisis, ou purement et simplement renoncer à s'y rendre. 
Selon l'Organisation mondiale du tourisme, 95 % des gens qui voyagent se concentrent dans 5 % des endroits de la planète.
Les habitants sont parfois excédés par dégradation de la qualité de vie et peuvent estimer que leur territoire accueille un trop grand nombre de touristes provoquant bruit, incivilité, saleté, et augmentation du trafic routier.

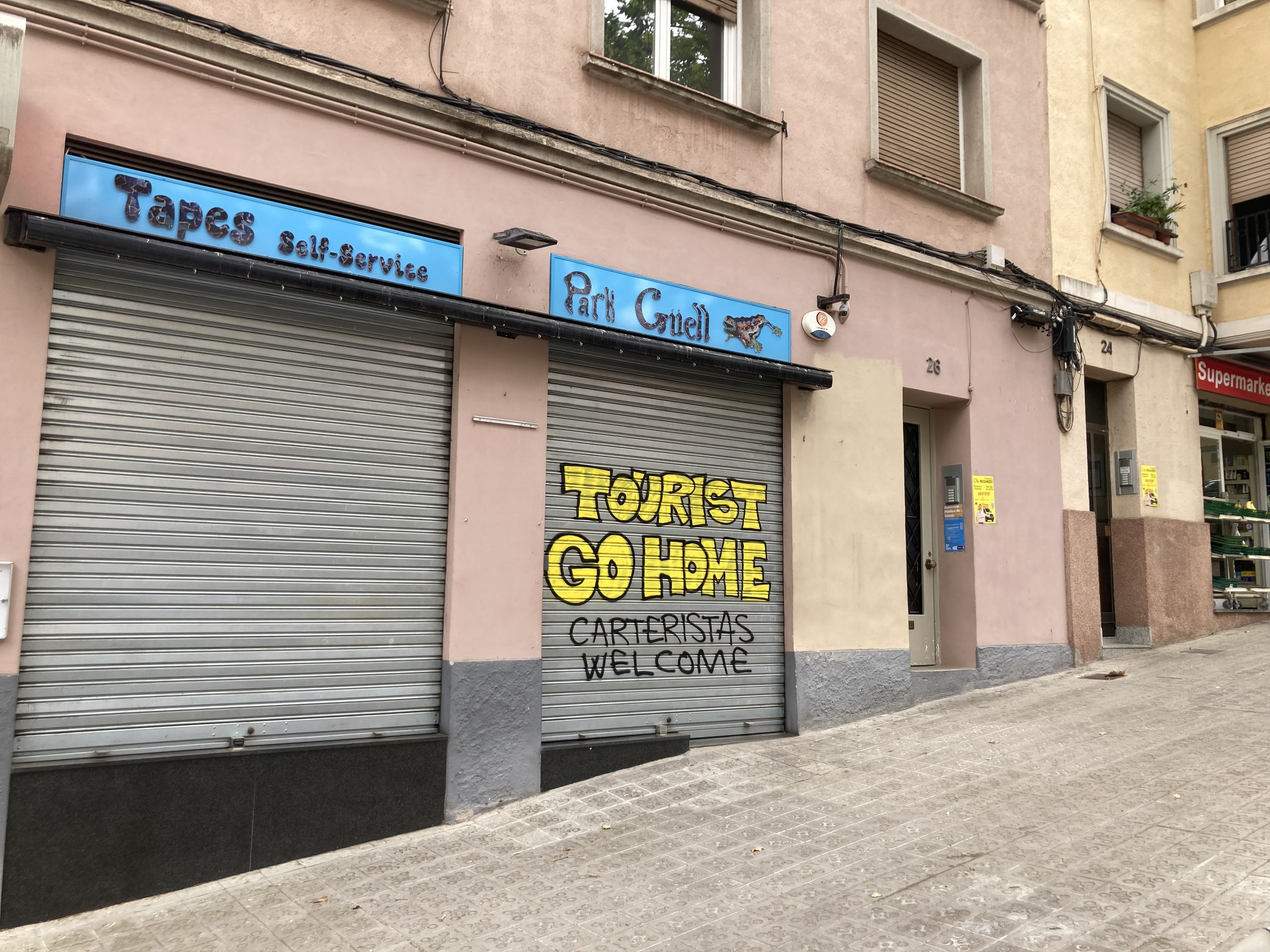
"Touristes rentrez chez vous, pickpockets bienvenus", tag hostile aux touristes à Barcelone

### Aspect économique
Dans certaines villes, le marché de l'immobilier souffre d'une demande trop importante de locations temporaires ce qui peut aboutir à une augmentation des prix, et un accès de plus en plus difficile au logement pour les locaux. Des plateformes de location entre particuliers comme Airbnb ont accentué ce problème, favorisant parfois une « économie prédatrice » et l'éviction des locataires historiques au profit des touristes beaucoup plus rentables.

### Aspect environnemental
Les conséquences du tourisme sur l'environnement se font sentir à plusieurs niveaux, et donc le surtourisme est un facteur aggravant.

De manière globale, le réchauffement climatique est augmenté par le transport, qu'il soit automobile, maritime, ou encore plus significativement aérien. L'augmentation de ces trafics est responsable d'une augmentation de la pollution, notamment par l'augmentation de l'émission de gaz à effet de serre.
Une étude publiée en 2018 par la revue Nature démontre que le tourisme mondial serait à l’origine de 8 % des émissions de gaz à effet de serre et cela au travers du transport mais aussi de l’alimentation, l’hébergement ou des achats des voyageurs.

Sur le plan local, la surfréquentation est préjudiciable pour les communes car elle entraine une surconsommation des ressources naturelles, et une augmentation du volume des déchets. Elle est également préjudiciable pour l'environnement lui même avec une pression accrue sur la biodiversité (perturbation des espèces, destruction de la végétation), la destruction des écosystèmes (bétonisation des côtes, déforestation). Le passage répété d'un grand nombre de personnes augmente également l'érosion des sols, comme à Etretat par exemple,.
Les chercheurs se sont intéressés à la question du surtourisme depuis les années 1980, notamment à travers les travaux de Richard Butler et de son modèle du cycle de vie des destinations touristiques. Butler a mis en lumière les effets négatifs de la surfréquentation touristique sur les destinations comme la dégradation de l'environnement. Ce thème a donné lieu à la production de nombreux ouvrages scientifiques ces dernières années,,.

## Exemples de situations de surtourisme

### Dans le monde

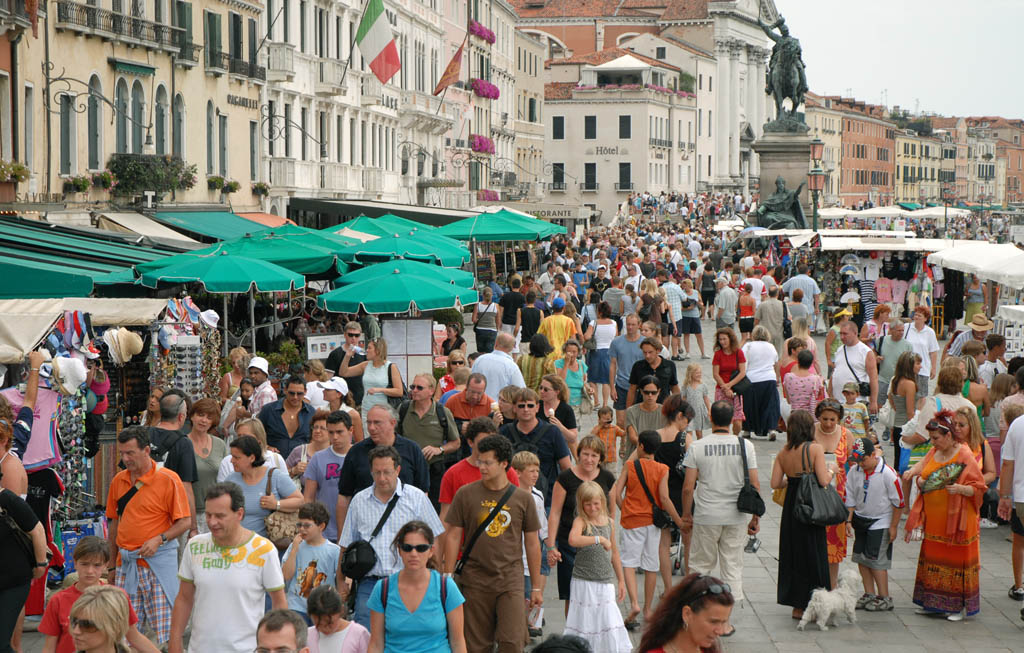
Venise en d'aout

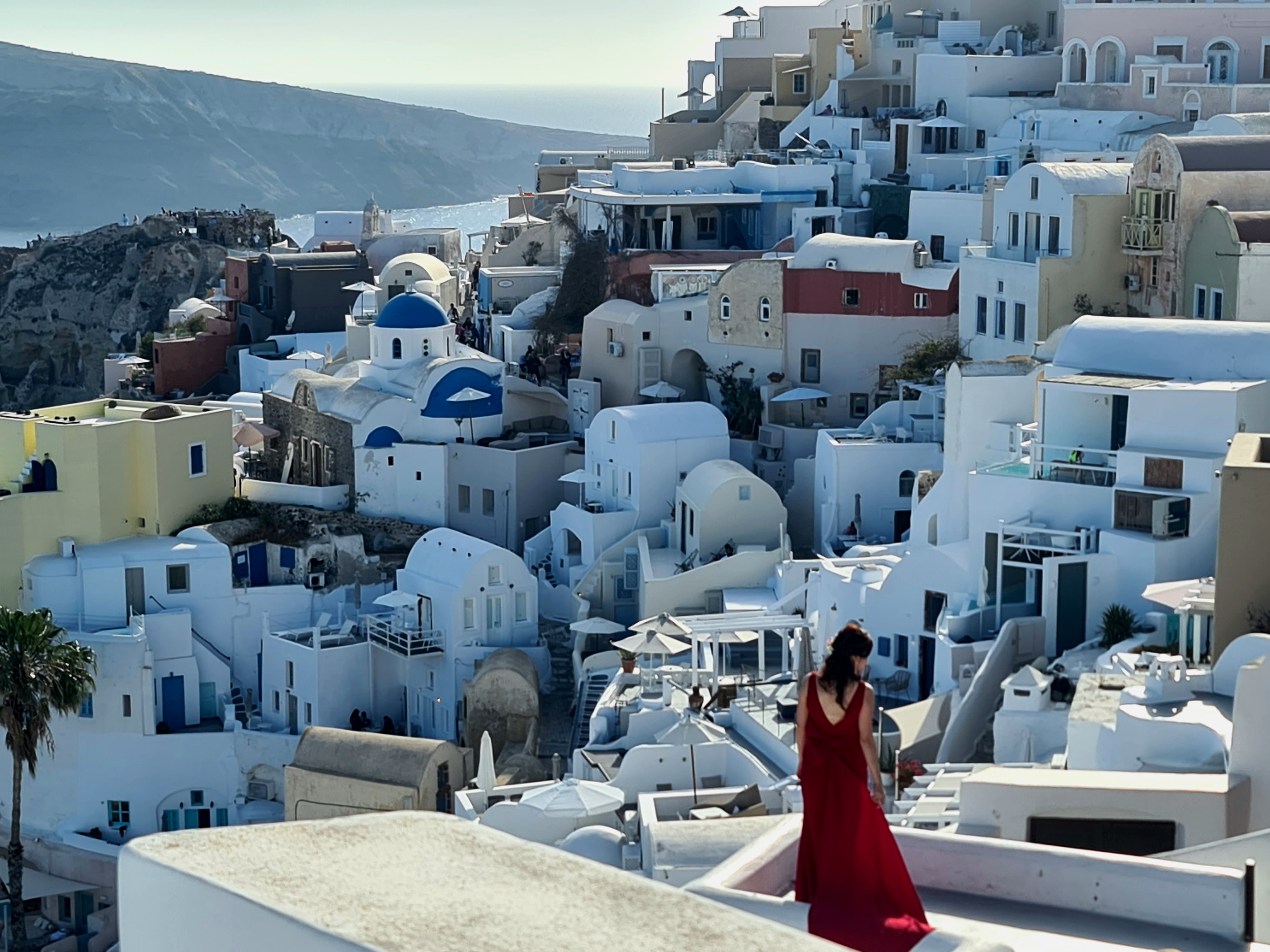
L'île grecque de Santorin dans l'archipel des Cyclades, surnommée l'« île Instagram ».

Le Machu Picchu accueille plus d'un million de touristes par an.

À Venise, plus de 22 millions de visiteurs viennent chaque année. En 1951, il y avait encore 175 000 habitants dans le centre-ville, en 2018 il n'y en avait plus que 55 000. Le sur-tourisme a déplacé de nombreux habitants. Les grands navires de croisière sont une source particulière de conflit. Leurs mouvements mettent en danger les fondations sensibles des bâtiments. La ville accueille environ 60 000 visiteurs quotidiens, dont la moitié sont des croisiéristes qui apportent peu à l'économie locale.
À Rhodes, en 2022, deux millions et demi de touristes visitent l'île (pour 130 000 résidents). Ce ratio de 20 vacanciers pour 1 habitant fait émerger cette question de la saturation touristique subie par les locaux et par le milieu naturel.
Sur l'Everest, des tentes fluorescentes, du matériel d’escalade hors d’usage, des bouteilles de gaz vides et même des excréments humains jonchent la route qui mène au sommet. Le nombre de candidats pour l'ascension de l'Everest a doublé en trente ans. Les alpinistes ont fait état de véritables embouteillages à l'arrivée au sommet, entraînant parfois des chutes mortelles, comme en mai 2024.
Le Macchu Picchu au Pérou souffre de la surfréquentation touristique et un système de quota a été mis en place pour lutter contre les effets du piétinement. Il accueille plus d'un million de touristes par an alors que l'UNESCO recommande un seuil de 2500 personnes par jour, le quota fixé en 2019 est de 5600 touristes.
L'Antarctique est également devenu ces dernières années, dans une certaine mesure, victime du sur-tourisme. La popularisation de cette partie de la planète par les réseaux sociaux et la multiplication de l'offre de croisières ont rendu l'accès au continent possible, même s'il n'est aussi pas grand public que pour les cas de sur-tourisme classiques.
En 2024, cent vingt mille croisiéristes ont visité ce continent, soit dix fois plus que vingt ans auparavant. Bien que l'Antarctique soit protégé par la convention de Washington, les voyagistes le contournent en n'y débarquant pas, et en restant en mer.
En Thaïlande, de nombreux sites sont surfréquentés, notamment les îles comme celle de Phuket.

### En France
La France, régulièrement classée première destination touristique mondiale n'échappe évidement pas au sur-tourisme.
Si de nombreux sites subissent ce phénomène, une dizaine est particulièrement atteinte. La saison la plus touristique étant l'été, c'est à cette période qu'il est le plus fort.
Ainsi, sur le cours de la rivière Ardèche, dans la commune de Vallon-Pont-d'Arc, les gorges sont régulièrement envahies depuis plusieurs années par des kayakistes, rendant la descente de la rivière problématique.
Mais de nombreux autres sites sont touchés par ce phénomène comme le Mont Saint-Michel, les falaises d'Étretat, l'île de Bréhat, la dune du Pilat, Noirmoutier, l'île de Porquerolles, les calanques de Marseille, le Pont du Gard, le village de Saint-Guilhem-le-Désert et le Mont Blanc.

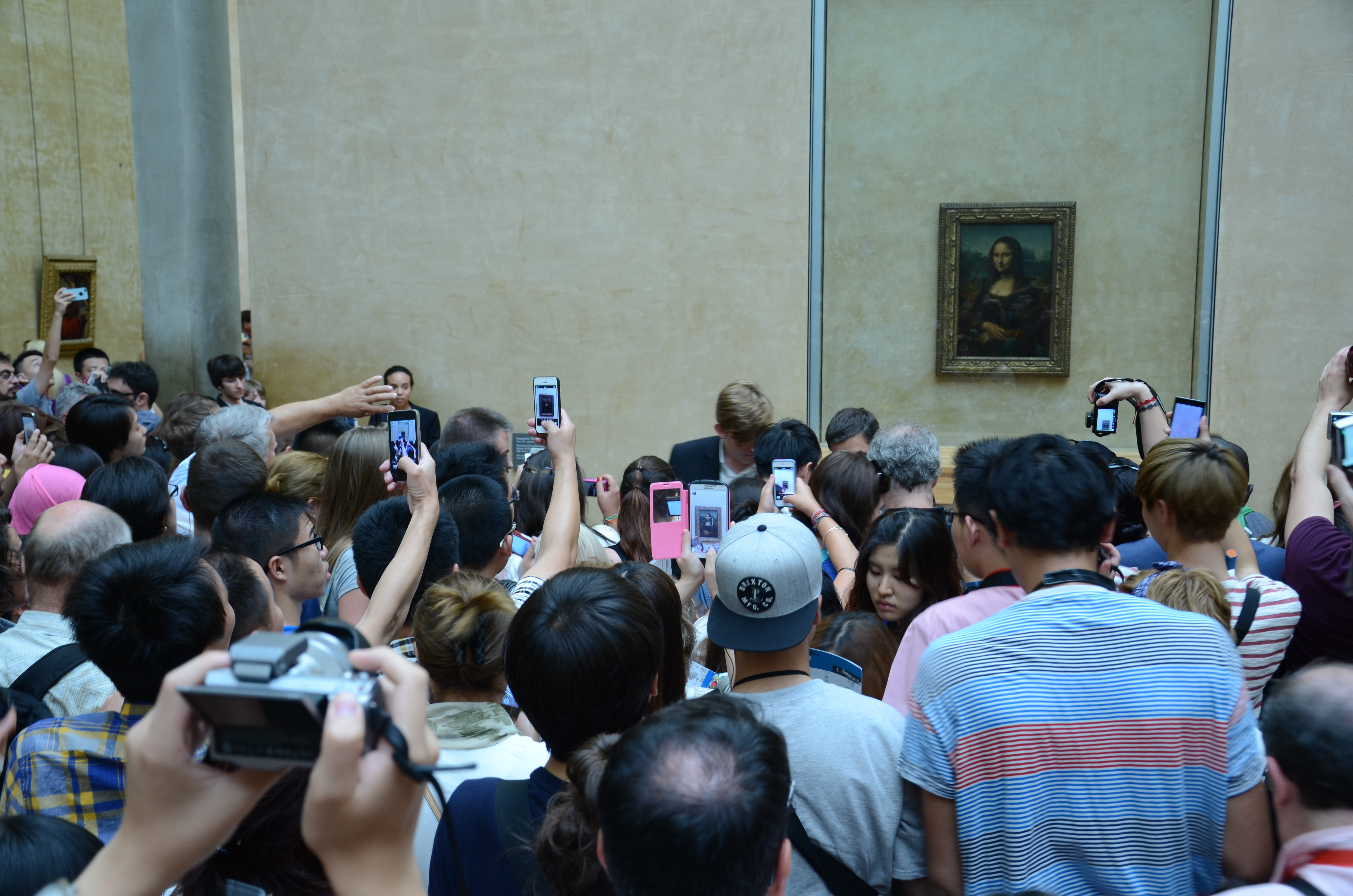
Embouteillage devant Mona...

Le surtourisme peut aussi impacter des secteurs du patrimoine national moins évidents que sa géographie, comme son patrimoine culturel. La surfréquentation du Musée du Louvre, et notamment de la salle de La Joconde en est un bon exemple.

## Lutte contre le surtourisme

### Mesures de régulation
À travers le monde, de nombreux pays ont pris conscience de l'ampleur du phénomène et de la mauvaise image que cela peut entraîner, donc de l'impact négatif que cela représente pour l'environnement et l'économie de leur territoire.
Afin de permettre de préserver ces deux enjeux, ils ont mis en place des stratégies. Ainsi la limitation à l'accès d'un site, grâce à un numerus closus, qui permet de réguler le nombre de visiteurs par jour sur un site. Cependant d'autres villes font des choix différents. Ainsi depuis 2024, à Venise une taxe s'applique aux touristes visitant la ville pour la journée, entre la fin du mois d’avril et la mi-juillet. Depuis 2021 elle a interdit l'accès aux bateaux de croisière de plus de 180 mètres et 25000 tonnes à son centre ville.
En France, c'est le plus souvent la mise en place d'un service de réservation obligatoire que les communes ont choisi, pour restreindre l'accés et faire baisser la fréquentation. Par exemple pour l'île de Porquerolles, la Métropole Toulon Provence Méditerranée, la mairie de Hyères, et le Parc national de Port-Cros ont décidé depuis 2021 de limiter l'île à 6000 personnes par jour en haute saison,.
A Marseille, la même solution de réglementation de l'accès par mise en place d'une jauge a été instaurée,,. Depuis 2024, les îles Chausey sont accessibles à 2000 personnes par jour.
Une mesure plus radicale peut être mise en place, en interdisant temporairement l'accès au site touristique à protéger. En 2020, à la suite d'une trop grande publicité et une forte fréquentation, l'accès à la plage de l'île Vierge sur la presqu'île de Crozon a été interdit par la municipalité pour préserver le site. En Thaïlande, la petite plage de Maya Bay (250 m) sur l'île de Ko Phi Phi Le a été interdite d'accès en 2018 ; près de 5000 touristes s'y retrouvaient régulièrement.
Dans certains cas particuliers, la fermeture est définitive. En 1963, la grotte de Lascaux est fermée au public à la suite de la dégradation avancée des peintures rupestres due à la surfréquentation humaine.
Des communes, par l'entremise de leurs offices du tourisme, invisibilisent volontairement certains endroits de leur territoire sur leur site internet et au travers de leur communication sociale ; cette pratique de demarketing (en) permet de ne plus mettre en avant des parties surexposées médiatiquement et fragilisées. Étretat a mis en place cette stratégie dès 2021.

Certaines communes vont jusqu'à présenter une image presque négative de l'endroit qu'elles désirent protéger. En 2022, les Calanques de Marseille sont ainsi présentées par la ville :

« Massif montagneux en bord de mer, les Calanques offrent peu de plages. Situées au creux des criques, dénuées d’équipements, elles sont souvent difficiles d’accès, exiguës et prises d'assaut pendant la période estivale. »

Certains sites donnent même des listes de villes à ne pas visiter pour passer des vacances loin des foules,.
Une autre mesure possible est l'incitation à voyager autrement, et ailleurs, en dehors de sentiers « sur-battus ». La suggestion de la part des territoires concernés d'utiliser des itinéraires alternatifs et se rendre dans des endroits moins connus, et donc moins fréquentés, et hors saison permet d'assurer une expérience de meilleure qualité aux touristes. La promotion du tourisme alternatif est aussi un moyen utilisé par ces territoires.
La pédagogie et la sensibilisation des touristes à l'environnement et à la présence des habitants est également un moyen de faire prendre conscience de l'impact de chacun sur un territoire. Inciter les visiteurs à adopter un comportement responsable et respectueux (ne pas se promener torse nu, ne pas piétiner les plates-bandes, ne pas accrocher des cadenas sur les ponts...), quitte à mettre en place un système de répression comme des amendes en cas de non respect des règles.
La régulation de l'offre hôtelière et de l'hébergement particulier est mis en place par certaines villes. La limitation du nombre de nuitées permises aux particuliers pour lutter contre les séjours de courte durée, l'arrêt de délivrance de permis de location, ou encore l'interdiction pure et simple de nouvelles constructions d'hôtel sont des leviers dont se servent à présent des villes comme Dubrovnik, New York, Amsterdam, Barcelone, Paris.
Des mesures plus anecdotiques sont appliquées dans certains cas ; Barcelone a fait disparaître une ligne de bus saturée en permanence de l'application Google Maps, pour permettre aux habitants de pouvoir l'emprunter à nouveau. La ville de Portofino en Italie a instauré des zones rouges dans lesquelles il est interdit aux piétons de s'arrêter pour se prendre en selfie sous peine d'amende.

### Protestations
En mars 2025, sept associations de préservation de l'île de Majorques publient une lettre ouverte aux touristes leur demandant de ne pas venir dans l'île,.
En juin 2025, des collectifs locaux de lutte contre le surtourisme, coordonnés par le réseau Southern Europe Network Against Touristification (SET), organisent des manifestations dans des lieux touristiques comme les Canaries, Saint-Sébastien, Barcelone, Ibiza, Majorque, Minorque, Gênes ou Venise.

## Controverses sur le phénomène de surtourisme
Les chercheurs français s’intéressant au tourisme comme ceux qui formèrent l'Equipe MIT dans les années 2000 ont adopté une approche critique face à cette notion de surtourisme, la percevant comme une forme de discours élitiste ou un sentiment de « tourismophobie » soit la répulsion à l'égard des pratiquants du tourisme de plus en plus nombreux. Si depuis le milieu des années 2010, la hausse de la fréquentation touristique et ses effets sur les lieux touristiques ont conduit certains d'entre-eux à réviser leur position, d'autres maintiennent leurs critiques de cette notion, ne voyant dans la dénonciation du surtourisme qu'un moyen de distinction entre différents pratiquants du tourisme,.
La notion de surtourisme est aussi critiquée car elle peut être vue comme un mépris de classe, une « tourismophobie » envers ceux qui n'ayant pas les moyens financiers de voyager loin se concentrent tous en même temps (les vacances d'été le plus souvent) au même endroit (la mer principalement) ou la montagne.